# Sürmelikoç (Diyadin)
Sürmelikoç (kurd. Soran) ist ein Dorf im Landkreis Diyadin der türkischen Provinz Ağrı mit 417 Einwohnern (Stand: Ende 2024). Sürmelikoç liegt in Ostanatolien auf 2.160 m über dem Meeresspiegel, ca. 17 km westlich von Diyadin.
Der ursprüngliche Name von Sürmelikoç lautet Soran. Die Umbenennung erfolgte nach 1945. Die Volkszählung von 1945 führt das Dorf noch in der Form Soran auf. Der Name Soran ist beim Katasteramt registriert.
1945 lebten im damaligen Soran 122 Menschen. 1985 lebten in Sürmelikoç 735 Menschen und 2009 hatte die Ortschaft 854 Einwohner.